# Metschnikowia hamakuensis
Metschnikowia hamakuensis är en svampart som beskrevs av Lachance 2005. Metschnikowia hamakuensis ingår i släktet Metschnikowia och familjen Metschnikowiaceae.   Inga underarter finns listade i Catalogue of Life.